# Lucius Iulius Ursus Servianus
Pour les articles homonymes, voir Ursus (homonymie).
Lucius Julius Ursus Servianus, ou Servien, né vers 46, peut-être sous le nom de Servius Julius Servianus, et mort en 136, est un homme politique et sénateur de l’Empire romain, figure publique importante sous les règnes des empereurs Domitien, Nerva, Trajan et Hadrien, proche de ces deux derniers, et trois fois consul en 90, 102 et 134.

## Biographie

### Naissance et origines
Il serait né vers 46, date que l'on calcule d'après son âge à sa mort,, 89 ou 90 ans, en 136. Son nom à la naissance est peut-être Servius Julius Servianus.

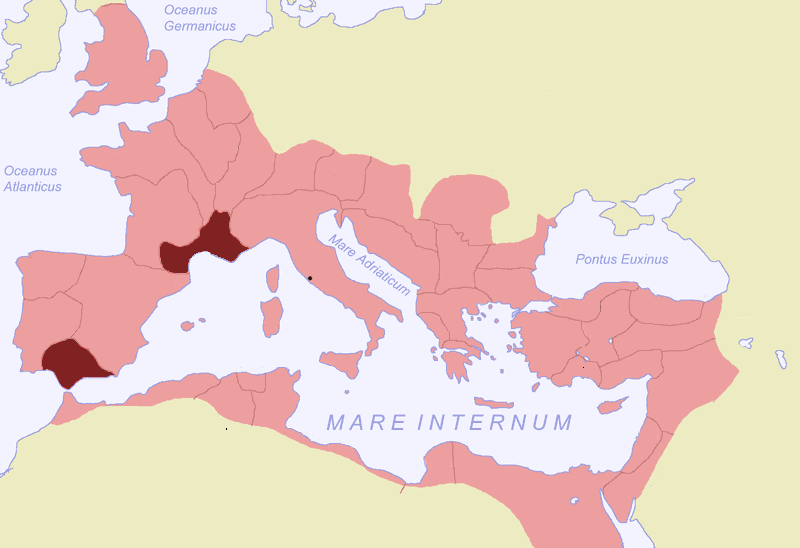
La Bétique et Narbonnaise.

Il est peut-être d'origine hispanique,, de la province de Bétique,, et même de la ville d'Italica,, d'où les deux futurs empereurs Trajan et Hadrien sont aussi originaires. Cette hypothèse se base sur l'étroite amitié entre Servianus et Trajan, son mariage avec Aelia Domitia Paulina, la sœur d'Hadrien, sa relation avec les Pedanii et l'attribution à Servianus d'une statue à Barcelone,.
On lui attribue plus récemment des origines narbonnaises, arguant que les Iulii sénatoriaux sont singulièrement absents de la Bétique, de l'origine de son père adoptif,, et des relations familiales mises au jour par le testament de Domitius Tullus, où il est mentionné à la ligne 6 du testament épigraphique,.

### Débuts de carrière et mariage

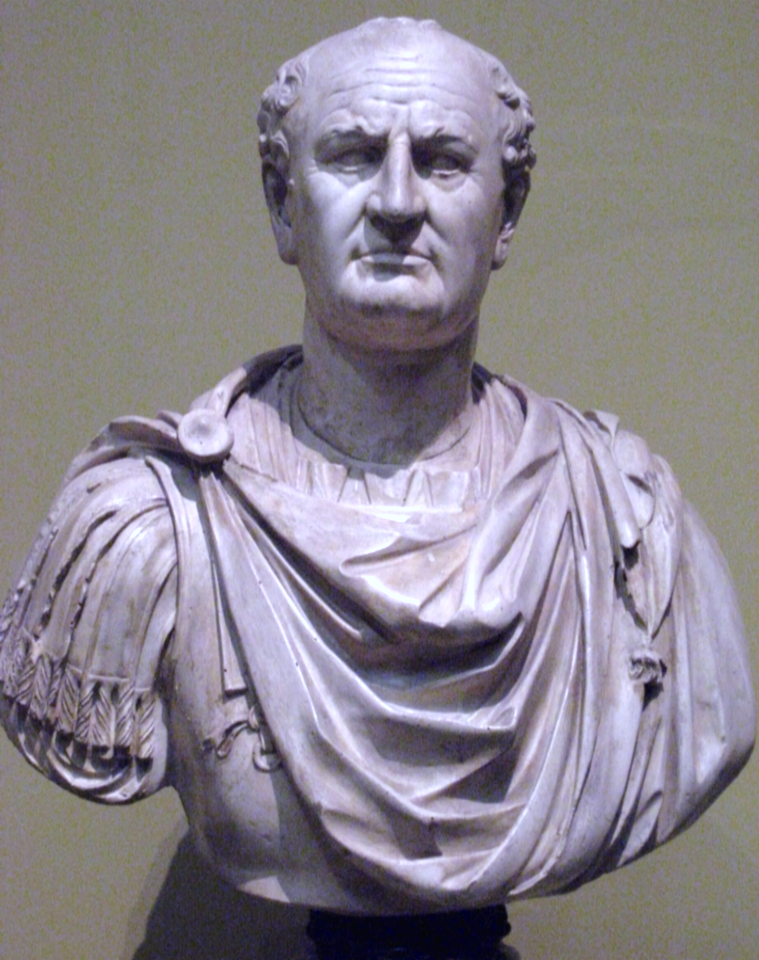
L'empereur Vespasien (69 à 79).

Il entre au Sénat comme homo novus soit sous le règne de Néron, soit plus vraisemblablement au début du règne de Vespasien, par collation de laticlave (don de la toge sénatoriale).

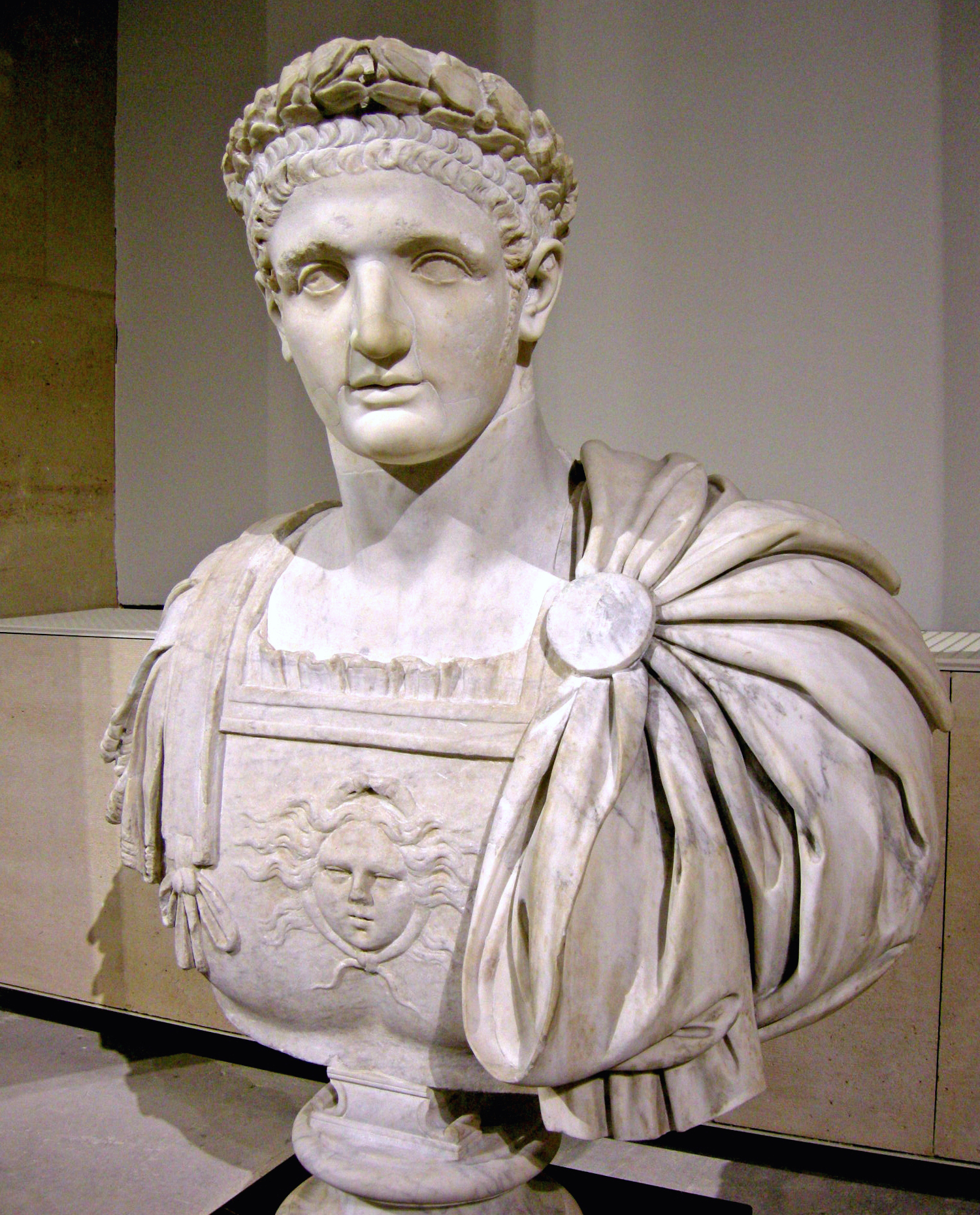
L'empereur Domitien (81 à 96).

Il est adopté par l'ancien préfet de l'annone et préfet d'Égypte Lucius Julius Ursus sous le règne de Domitien, un sénateur vraisemblablement d'origine narbonnaise. Ce dernier aurait aussi été préfet du prétoire jusqu'en 84 au plus tard, couronnant une grande carrière sous les Flaviens, avant d'être nommé au Sénat et devenir, sur demande de Julia Titi, nièce de l'empereur, consul suffect en 84. Il sera à nouveau deux fois consul suffect sous Trajan, en 98 et 100, preuve d'une grande proximité avec le nouvel empereur.
Si on considère Ursus comme originaire de Bétique, et peut-être même d'Italica, la ville d'origine de Trajan et d'Hadrien, ces personnages influents peuvent lui proposer une union avantageuse. Il bénéficie probablement de la protection des Ulpii et épouse Aelia Domitia Paulina vers 90, la sœur aînée d'Hadrien, plus jeune que lui d'une trentaine d'années, avant même l'accession au trône de Trajan,.
S'il est d'origine narbonnaise, l'union avec Domitia s'est peut-être fait via l'influence de son père adoptif ou des Domitii. Ce mariage le fait donc entrer dans la proximité des frères Domitius Tullus et Lucanus et l'allie également à la famille des Calvisii Rusones.

### Premier consulat et départ sur les frontières

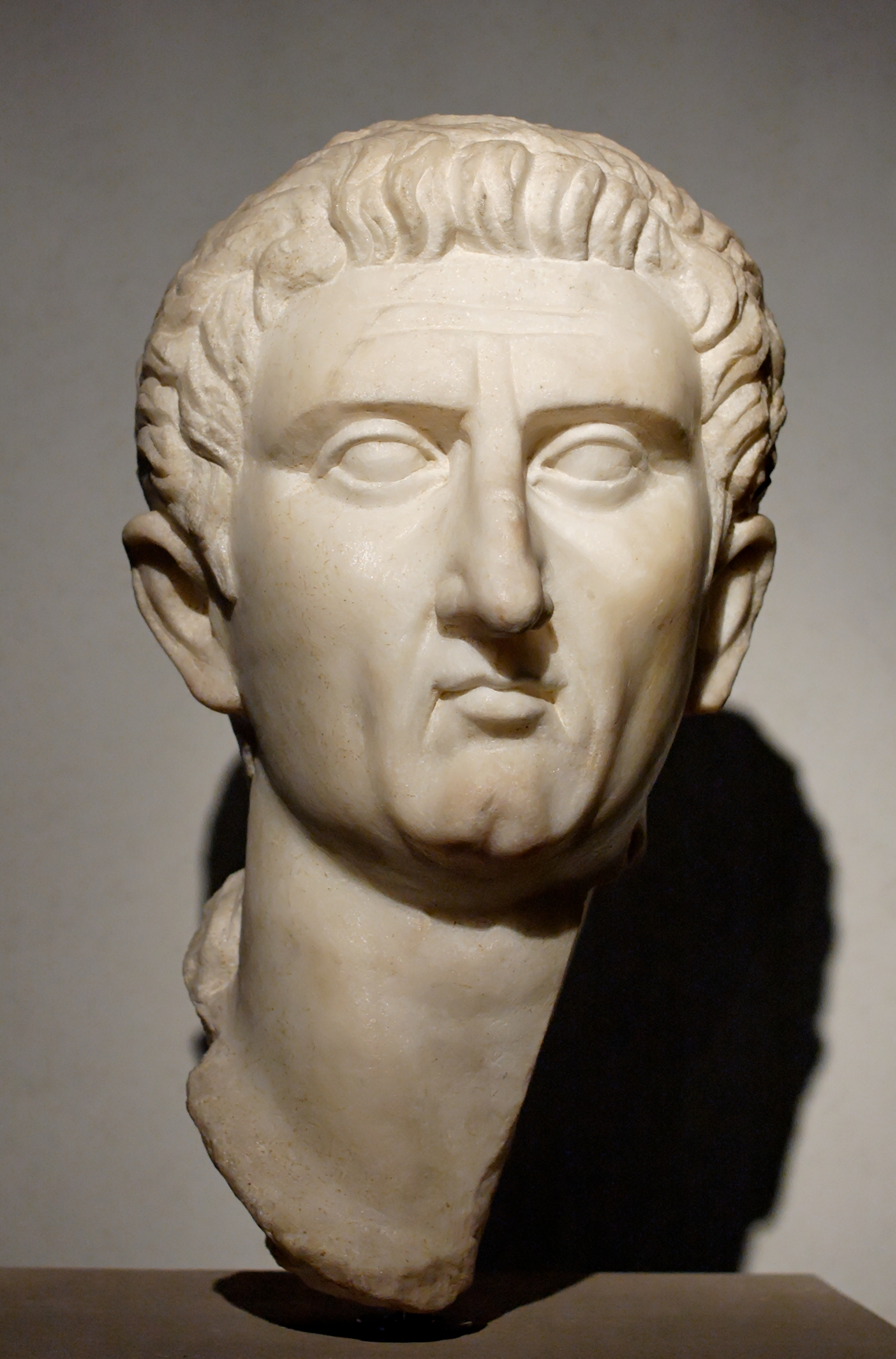
L'empereur Nerva (96 à 98).

Il est consul suffect en 90 aux côtés de Lucius Antistius Rusticus, sous le règne de Domitien, juste après la révolte d'Antonius Saturninus, ayant donc la confiance de l'empereur. Il serait peut-être aussi recruté parmi le collège religieux en tant que pontife dès le règne de Domitien.

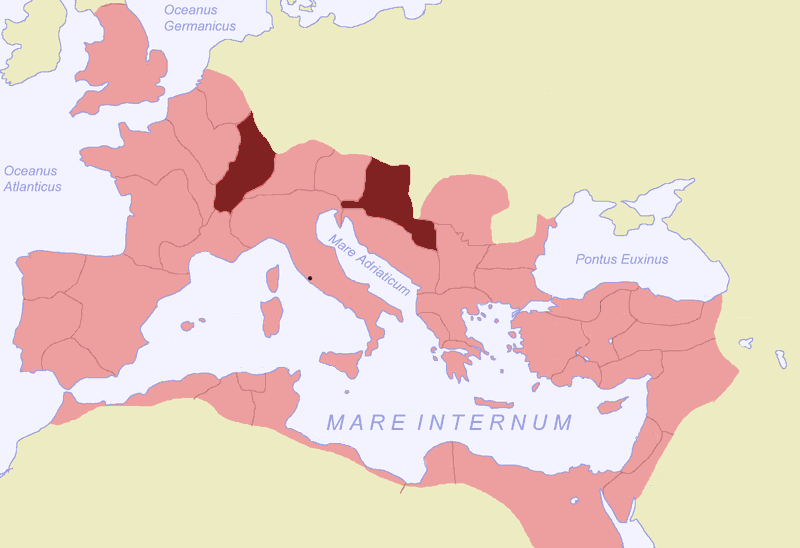
La Germanie supérieure et la Pannonie.

Il est légat d'Auguste propréteur en Germanie supérieure sous le règne de Nerva, en 97,, et le futur empereur Hadrien sert comme tribun militaire sous ses ordres. À la mort de Nerva le 27 janvier 98, il est l'un des principaux soutiens de Trajan lors de sa montée sur le trône. Il aurait tenté d'empêcher le voyage d'Hadrien en Germanie pour qu'il ne puisse être le premier à avertir Trajan de la mort de l'empereur, agissant par jalousie devant les faveurs que Trajan accordait à Hadrien. Cependant Hadrien et Servianus se réconcilient rapidement.
Après avoir été gouverneur de la Germanie supérieure jusqu'à la mort de Nerva, Trajan le nomme alors légat d'Auguste propréteur de la Pannonie, poste qu'il occupe vraisemblablement entre 99 et 101,,, Quintus Glitius Atilius Agricola lui succédant alors. Theodor Mommsen signale ce changement de gouvernance comme « contraire à la règle, car d’abord le gouvernement de Germanie passait pour supérieur en dignité au second ; puis on ne confiait guère au même personnage l’administration de deux provinces aussi importantes sans qu’il se soit écoulé entre les deux gouvernements un certain laps de temps. Cette exception était sans doute motivée par l’agitation qui régnait sur le Danube et qui conduisit bientôt à une guerre plus sérieuse. » Trajan lui accorde des commandements militaires contre les Daces.
Probablement en 98, dans tous les cas avant 104, Pline le Jeune acquiert de Trajan le ius trium liberorum, des immunités habituellement accordées seulement à des parents d'au moins trois enfants, grâce à l'influence de son ami Servianus,,. Cela semble prouver la très grande influence dont Ursus jouit auprès de Trajan. Par ailleurs, c'est un des correspondants de Pline,,,.

### Deuxième consulat et conseiller de Trajan

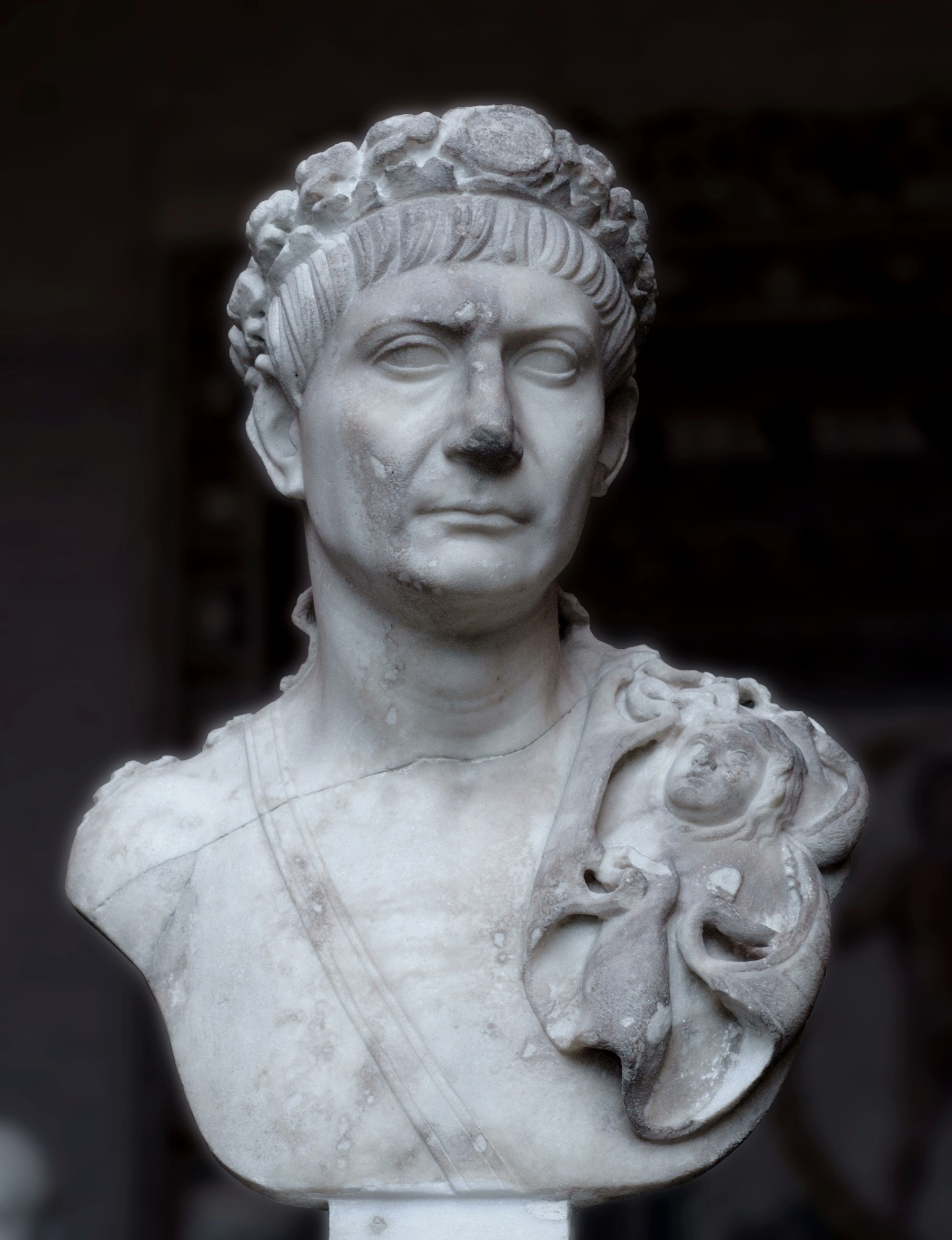
L'empereur Trajan (98 à 117).

Le 1er janvier de l’an 102, Servianus revient à Rome et, en conséquence de ses services sur le Rhin et sur le Danube, il est nommé consul pour la seconde fois, mais cette fois-ci consul ordinaire (ou éponyme) en 102, avec Lucius Licinius Sura, lui aussi probablement d'origine hispanique, pour collègue, puis avec Lucius Fabius Iustus. C'est peut-être alors qu'il est nommé pontife, en 101 ou 102.
Paulina et Servianus ont une fille appelée Julia Serviana Paulina née dans la première partie du règne de Trajan. Vers 106/107, la fille de Servianus est mariée à Cnaeus Pedanius Fuscus Salinator, un futur consulaire et sénateur romain hispanique, ce qui unit sa famille à celle des Pedanii. Pline le Jeune envoie à son ami Servianus et à sa femme Paulina une lettre de félicitations pour ce mariage, Fuscus Salinator étant un de ses protégés,.
À l'été 108, Le testament d'un certain Dasumius, probablement Cnaeus Domitius Tullus, fait figurer Servianus comme héritier,, à moins qu'il ne s'agisse de sa femme ou de sa fille, aux côtés de Pline le Jeune et Tacite notamment.
Servianus sert comme président des débats dans certains tribunaux en tant que délégué de l'empereur pour une cause capitale. Il juge notamment une affaire à la suite du testament d'un jeune homme qui laisse une partie de ses biens à ses affranchis, l'autre à sa mère. Celle-ci porte l'affaire devant l'empereur, accusant les affranchis d'avoir tué leur patron. Pline le Jeune, défenseur des accusés, gagne les deux procès,,.
En 107/108, Pline nous apprend la mort d'un certain Julius Avitus, questeur de retour de sa province, qui a été tribun militaire sous les ordres de Servianus sous le règne de Domitien, et qui devient son ami et confident. Il accompagne Servianus en Germanie et en Pannonie entre 98 et 101,.

### Troisième consulat et suicide forcé

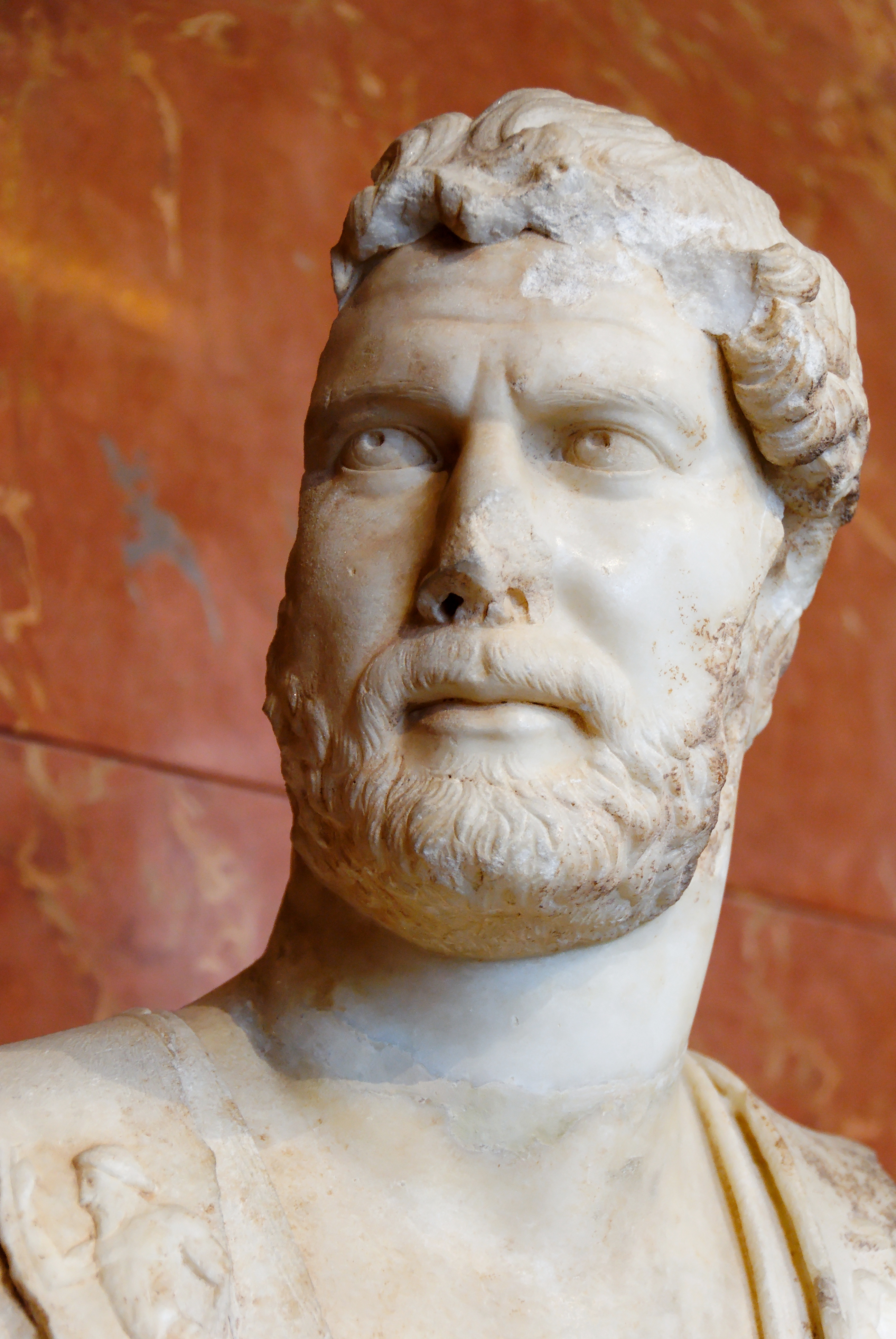
L'empereur Hadrien (117 à 138).

Servianus devient une troisième fois consul, et une nouvelle fois éponyme, en 134 à l'instigation d'Hadrien, avec comme collègue Titus Vibius Varus. C'est le dernier à occuper le consulat plus de deux fois autre que les empereurs et les Césars. Ses relations avec Hadrien semblent bonnes : l'empereur vient à sa rencontre quand Servianus lui rend visite, et ils auraient partagé une cérémonie privée en l'honneur d'Aelia Domitia Paulina lors de son décès en 130.
Hadrien aurait pensé d'abord à Servianus comme successeur potentiel,, mais il le trouve trop âgé : il a dépassé les quatre-vingt dix ans. On parle alors du petit-fils de Servianus, le petit-neveu d'Hadrien, Cnaeus Pedanius Fuscus, un tout jeune homme comme possible héritier.
Mais en 136, Hadrien adopte Lucius Ceionus Commodus, qui prend le nom de Lucius Aelius Caesar. Il contraint alors Servianus et Fuscus au suicide pour qu'ils ne mettent pas en danger la succession,,,, sous prétexte qu'ils auraient désapprouvé cette élection et qu'ils aspireraient à l'Empire. Servianus aurait déclaré avant de mourir : « Je n'ai commis aucun crime, ô dieux ! [...] pour ce qui est d'Hadrien, je vous adresse cette seule prière, qu'il désire la mort sans pouvoir l'obtenir ». Son souhait est exaucé puisqu'Hadrien décède en 138 d'une longue maladie.

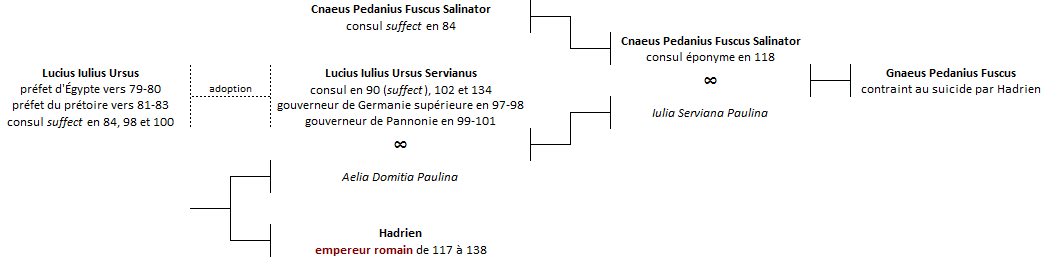
Famille des Iulii Ursi et des Pedanii Fusci sous les Flaviens et les Antonins. Arbre non exhaustif.